# فرودگاه کلمبیا منطقه‌ای جرج
فرودگاه کلمبیا منطقه‌ای جرج (به انگلیسی: Columbia Gorge Regional Airport) یک فرودگاه همگانی بهره‌برداری هوایی با کد یاتا DLS است که یک باند فرود آسفالت دارد و طول باند آن ۱۴۱۶ متر است. این فرودگاه در شهر دلس، اورگن کشور ایالات متحده آمریکا قرار دارد و در ارتفاع ۷۵ متری از سطح دریا واقع شده‌است.